# Katharina Spiering
Katharina Spiering (ur. 1974 w Berlinie) – niemiecka aktorka filmowa.

## Wybrana filmografia
- 2018: Cena wolności jako Anna Krieczecka
- 2014: Była sobie dziewczynka jako Pani Erdmann
- 2006-2019: Miejsce zbrodni

## Nominacje
- 2012: Festiwal Filmowy w Monachium - nominacja do Nagrody Młodego Kina Niemieckiego za rolę aktorską w Drei Zimmer/Küche/Bad (2012)